# Селе (река у Француској)
Селе (фр. Célé) је река у Француској. Дуга је 104 km. Улива се у Лот. 